# بوروسيا دورتموند لكرة اليد
```
بوروسيا دورتموند
 ( 
Ballspielverein Borussia 1909
 
V. Dortmund
 ، 
BVB
 ، 
BVB 09
 ، 
دورتموند
 ) هو فريق 
كرة يد
 للسيدات ألماني من 
دورتموند
. وهم يتنافسون في 
دوري الدرجة الأولى الألماني لكرة اليد
 منذ موسم 2015-2016، وهي الدرجة الأعلى في ألمانيا
```

## الفريق

### الفريق الحالي
فرقة لموسم 2019-20 
| حارس المرمى - 01 رينكا دويجندام - 26 إيزابيل روش - 30 يارا تين هولت جناح LW - 18 يوهانا ستوكشليدر - 77 فيراغ فاساري - 90 بوغنا سوبيش RW - 27 أسوكا فوجيتا - 31 كيلي فوليبريجت لاعب الخط - 06 ساسكيا فيشيتيل - 20 ميريل فريكس | لاعب الخلف LB - 10 إنجر سميتس - 21 كيلي دولفر CB - 04 ألينا جريجسيل - 07 كارولين مولر RB - 26 ليندا ماك - 55 ميرا إمبروفيش - 81 ألكسندرا زيك |

### انتقال
نقل لموسم 2019-20
| انضمام - إيزابيل روش (GK) (من توس ميتزينجين) - بوغنا سوبيش (LW) (من بنسهايم) - كيلي دولفر (LB) (من كوبنهافن هيندبولد) - إنغر سميتس (LB) (من هولستبور) - ألكسندرا زيش (RB) (من ميتز) - كيلي فوليبريج (RW) (من توس ميتزينجين ) - ميريل فريكس (LP) (من بنسهايم ) | خروج - كلارا فلترنج (GK) (أعتزال) - آن مولر (P) (أعتزال) - سفنيا هوبر (RW) (إلى باير ليفركوزن ) - ناديا مانسون (LB) (إلى هلسنجبورج ) - هارما فان كريج (LB) (إلى أر كرايم ) - هيلديجنور اينارسدوتير (LP) (إلى باير ليفركوزن ) |